# Roxanna Panufnik
Roxanna Panufnik (née le 24 avril 1968 à Londres) est une compositrice britannique. Elle est la fille du compositeur et chef d'orchestre polonais Andrzej Panufnik et de sa seconde épouse, la photographe et autrice pour la jeunesse Camilla Jessel-Panufnik (d).
Après avoir étudié la composition au Royal Academy of Music de Londres, Roxanna Panufnik a produit une œuvre musicale variée dans les domaines de l'opéra, du ballet, du théâtre, de la chorale, de la musique de chambre ainsi que dans la musique de film.
Parmi ses œuvres les plus jouées, on compte Westminster Mass, réalisée pour la cathédrale de Westminster à l'occasion du 75e anniversaire du cardinal Hume, The Music Programme, un opéra pour le Grand Théâtre de Varsovie, ainsi que des arrangements pour Beastly Tales de Vikram Seth.
Roxanna Panufnik a été nommée compositrice associée chez les London Mozart Players (2012-2015). Elle est également vice-présidente de la Joyful Company of Singers.

## Liste d’œuvres sélectionnées
- 1996 : Inkle and Yarico,
- 1997 : Westminster Mass,
- 1999 : The Music Programme,
- 2001 : Powers & Dominions,
- 2001-2002 : Beastly Tales,
- 2006 : Love Abide,
- 2008 : Wild Ways,
- 2008 : So Strong Is His Love,
- 2009 : All Shall Be Well,
- 2010 : The Call,
- 2012 : Magnificat,
- 2012 : Nunc Dimittus,
- 2012 : The Song of Names,
- I Dream’d,
- The Upside Down Sailor,
- Spirit Moves,
- Private Joe,
- Odi et Amo,
- Olivia.